# Festival du cinéma méditerranéen de Montpellier 2022
Le Festival du cinéma méditerranéen de Montpellier 2022, 44e édition du festival, se déroule du 21 au 29 octobre 2022.

## Déroulement et faits marquants
Outre la compétition, la 44e édition du festival propose des hommages à Abdellatif Kechiche, Icíar Bollaín, Simone Bitton et Francesco Rosi et une rétrospective consacrée au cinéma géorgien.
Le 29 octobre 2022, le palmarès est dévoilé : le film Ashkal de Youssef Chebbi remporte l'Antigone d'or et le prix de la critique, alors que le film La Nuit du verre d'eau de Carlos Chahine reçoit le prix du public,.

## Jury

### Longs métrages
- Rachida Brakni et Éric Cantona (présidents du jury)
- Delphine Gleize
- Chloé Mazlo
- Piers Faccini

## Sélection

### En compétition
- Dirty, Difficult, Dangerous de Wissam Charaf  Liban
- Ashkal de Youssef Chebbi  Tunisie
- La Dernière Reine de Adila Bendimerad et Damien Ounouri  Algérie
- Abdelinho de Hicham Ayouch  Maroc
- Pour la France de Rachid Hami  France
- La stranezza de Roberto Andò  Italie
- Lullaby (Cinco lobitos) de Alauda Ruíz de Azúa  Espagne
- Tant que le soleil frappe de Philippe Petit  France
- Fièvre méditerranéenne de Maha Haj  Palestine

#### Avant-premières
- En plein feu de Quentin Reynaud  France
- Le Principal de Chad Chenouga  France

#### Film d'ouverture
- L'immensità de Emanuele Crialese  Italie

#### Film de clôture
- Les Cyclades de Marc Fitoussi  France

### Séances spéciales
- Esterno notte de Marco Bellocchio
- Corleone, le parrain des parrains de Mosco Levi Boucault
- Viva la muerte de Fernando Arrabal

### Panorama
- Alma Viva de Cristèle Alves Meira  Portugal
- Loup et Chien de Cláudia Varejão  Portugal
- Delta de Michele Vannucci  Italie
- La Nuit du verre d'eau de Carlos Chahine  Liban
- Burning Days de Emin Alper  Turquie
- Venez voir (Tenéis que venir a verla) de Jonás Trueba  Espagne

### Hommages
- Abdellatif Kechiche
- Icíar Bollaín
- Simone Bitton
- Francesco Rosi

### Rétrospectivecinéma géorgien
- Brighton 4th de Levan Koguashvili
- Et puis nous danserons de Levan Akin
- Dede de Mariam Khatchvani
- Sous le ciel de Koutaïssi de Alexandre Koberidze
- Before Father Gets Back de Mari Gulbiani
- Le Sel de Svanétie de Mikhaïl Kalatozov
- Les Montagnes bleues de Eldar Chenguelaia
- Le Printemps du football de Nana Mchedlidze
- Le Repentir de Tenguiz Abouladzé

### Les rendez-vous fantastiques
- Le Loup-garou de Londres de John Landis
- 13 notes en rouge de François Gaillard
- She Will de Charlotte Colbert
- Occhiali neri de Dario Argento
- Dellamorte Dellamore de Michele Soavi
- Blinded by Desire de Guibert Najarian
- Démons de Lamberto Bava
- Démons 2 de Lamberto Bava

## Palmarès

### Longs métrages
- Antigone d'or : Ashkal de Youssef Chebbi
- Prix de la critique : Ashkal de Youssef Chebbi
- Prix du public : La Nuit du verre d'eau de Carlos Chahine